# The Sea of Trees
The Sea of Trees is een Amerikaanse film uit 2015, geregisseerd door Gus Van Sant. De film ging in première op 16 mei op het Filmfestival van Cannes.

## Verhaal
De suïcidale Amerikaan Arthur Brennan vertrekt naar Japan richting Aokigahara aan de voet van de berg Fuji. Hij denkt er de perfecte plek gevonden te hebben om zelfmoord te plegen. Daar ontmoet hij Takumi Nakamura, een Japanse man die met hetzelfde doel naar het bos gekomen is. De twee mannen geraken in gesprek over de zin van het leven.

## Rolverdeling
| Acteur              | Personage       |
| ------------------- | --------------- |
| Matthew McConaughey | Arthur Brennan  |
| Naomi Watts         | Joan Brennan    |
| Ken Watanabe        | Takumi Nakamura |